# 流星 (熊木杏里の曲)
「流星」（りゅうせい）は、熊木杏里の6枚目のシングル。

## 収録曲
1. 流星 [4:26][2]
作詞：熊木杏里／作曲・編曲：吉俣良
テレビ東京で放送されたバラエティ番組『奥さまは外国人』のエンディングテーマ。
本シングルのアレンジバージョンは現時点ではアルバムに収録されていない。
2. しんきろう [4:10][2]
作詞・作曲：熊木杏里／編曲：吉俣良
2005年11月30日にフジテレビ系列で放送されたドキュメンタリー番組『第7回FNSソフト工場・離島医療にかけるDr.コトーたち』のエンディングテーマ[3][4][5]。
本シングルのアレンジバージョンは現時点ではアルバムに収録されていない。
3. 君 [3:28][2]
作詞：熊木杏里／作曲・編曲：吉俣良
南日本放送 開局50周年キャンペーンソング（2003年度・キャンペーン終了後も深夜の天気予報にてBGMとして使用された）。
2021年現在、アルバムには収録されていない。

## 収録作品
1. 流星
アルバム「風の中の行進」に収録（2006年9月21日に発売）
2. しんきろう
アルバム「風の中の行進」に収録（2006年9月21日に発売）
ベストアルバム「風と凪」に収録（2010年3月10日に発売）
3. 君
ライブCD「熊木杏里 LIVE TOUR 2016 “飾りのない明日" ~An's Choice~」に収録（2017年6月28日に発売[6][7]）